# Kamenná Horka
Kamenná Horka – gmina w Czechach, w powiecie Svitavy, w kraju pardubickim. Według danych z dnia 1 stycznia 2014 liczyła 297 mieszkańców.